# ماركو زكي
ماركو يوسف زكي هو باحث ودكتور صيدلي مصري. وأول عربى يحصل على جائزة نيوتن الدولية.

## حياته الدراسية
ماركو متخصص في الكيمياء الحيوية، ويعمل مدرسًا بكلية الصيدلة، جامعة المنيا. تخرَّج ماركو في كلية الصيدلة، جامعة المنيا، في عام (2009). وفي عام 2014، حصل ماركو على درجة الماجيستير في الكيمياء الحيوية، من جامعة المنيا.

## حياته المهنية
انضم ماركو إلى مجموعة من الباحثين في جامعة نيوكاسل بإنجلترا، في عام (2015)، والتي أسهمت في تطوير أبحاثه ومشروعه عن (البيئة الميكروبية للكبد، محرك سرطان الخلايا الكبدية)، والذي يهدف لابتكار وسائل ما لتقليل انتشار سرطان الكبد مشروع ماركو يهدف إلى اكتشاف وسائل مبتكرة لوقف انتشار سرطان الكبد والذي يتسبب في وفاة 788000 شخص سنويًا وفقًا لموقع منظمة الصحة العالمية. وحصل ماركو على درجة الدكتوراه من جامعة نيوكاسل.

## جائزة نيوتن وتبرعاته
- في عام 2020، حصل ماركو على جائزة نيوتن بعد اكتشافه للجين المسئول عن سرطان الكبد، والتي تبلغ قيمتها 200 ألف جنيهٍ إسترليني. تبرع ماركو بنصف قيمة الجائزة لإنشاء معمل للكيمياء الحيوية في كلية الصيدلة بجامعة المنيا،[6] والنصف الآخر قرر أن يكون لاستكمال أبحاثه.[7]
- كرمه وزير البحث العلمي في حفل خاص كما كرمته جامعة المنيا التي ينتمي اليها.[8][9]
- ادرج في قائمة الشرف الوطني المصري، باب العلماء اعتبارا من 30 سبتمبر 2022، بعد منحه قلادة تاميكوم من الطبقة الفضية.[10]

- كرم الرئيس عبدالفتاح السيسي، الدكتور ماركو يوسف زكي، الحاصل على درجة الدكتوراه في العلوم الصيدلانية من جامعة نيوكاسل بالمملكة المتحدة.[11]